# محمد القرعاني
محمد القرعاني هو مواطن تشادي ومن مواليد السعودية، ولد في عام 1986 في المدينة المنورة. اعتقلته الولايات المتحدة الأمريكية خارج إطار القانون في معتقل غوانتانامو في كوبا، وكان عمره حينها  15 أو 16 سنة سنة. فهو واحد من عشرات الصبية المعتقلين في غوانتانامو حسيب الناشط الحقوقي كلايف ستافورد سميث.
قالت جريدة ذا إندبندنت أن القرعاني مُتهم بالتعاون مع أبي قتادة الفلسطيني في لندن عام 1999 عندما كان يبلغ من العمر 12 عامًا، كان القرعاني يعيش مع والديه في المملكة العربية السعودية. واحتجز لمدة سبع سنوات في معتقل غوانتانامو.
في 14 يناير 2009 أمر قاضي المحكمة الجزئية الأمريكية ريتشارد جي ليون بإطلاق سراح القرعاني لأن الأدلة تقتصر على شهادات اثنين من المعتقلين الأخرين مما يُشكك في مصداقيتها؛ حيث قد تكون انتُزعت تحت ضغط من الحكومة.

## سيرته
هاجر والداه من تشاد، ونشأ محمد في المملكة العربية السعودية. ولكنه حُرِمَ من التعليم. فذهب إلى باكستان من أجل دراسة اللغة الإنجليزية وعلوم الحاسب، ولكن تم إلقاء القبض عليه من قبل الشرطة الباكستانية، وتم تسليمه إلى القوات الأمريكية.
تم نقله إلى  قاعدة باغرام الجوية في أفغانستان. قال القرعاني إنه أُهين وتم تعريته لعدة أيام، تعرض للاعتداء العنصري. وظل في باغرام لمدة شهرين، ثم نُقل إلى معتقل غوانتانامو حيث بقي لمدة سبع سنوات ونصف. وفي عام 2009 تم الإفراج عنه وعاد إلى تشاد.